# Marcel Cretagne
Marcel Cretagne, dit « Marcel Tours », né le 29 août 1915 à Paris et mort le 14 mai 1983 à Tours, est un résistant communiste français.

## Biographie
Orphelin de père dans ses toutes premières années, Marcel Cretagne s'engage dans la marine nationale et sert pendant trois ans, de 1933 à 1936.
De retour dans le civil, il travaille comme ouvrier dans une usine Renault-Caudron aviation. Il y exerce des responsabilités syndicales au sein de la CGTU et est alors très proche du parti communiste français et finit par y adhérer. Son engagement syndical lui vaut d'être licencié après les grèves d'avril 1938. Il travaille ensuite chez Breguet, puis Farman, toujours en région parisienne.
Au début de la Seconde Guerre mondiale, il est mobilisé dans la marine, à Cherbourg, puis transféré à Brest.
Arrêté lors de la débâcle de mai 1940, il finit par s'évader en septembre, et revient rapidement en région parisienne pour régulariser sa situation. Ayant retrouvé un emploi chez Renault-Caudron, il y mène une activité communiste clandestine qui se limite à la diffusion de propagande politique.
Après avoir été arrêté par la police début 1941, il décide de passer dans la clandestinité. Avec Marius Bourbon, Fosco Focardi et Émile Bevernage, il fait partie du premier noyau du futur « détachement Valmy ». Parmi les membres de ce groupe, Cretagne, qui prend alors le pseudonyme de « Tours », est sans doute celui qui rechigne le moins à la réalisation des tâches qui lui sont confiées, et qui consistent principalement d'abord à exécuter les « traîtres » au parti. Les responsables communistes s'accommodent alors des relations de Cretagne avec le milieu des voyous parisiens, ce qui lui sera reproché plus tard.
C'est lui qui abat Marcel Gitton, qui avait contesté la ligne officielle du Parti dans les années 1939-1940 à la suite du pacte germano-soviétique, mais aussi quelques mois plus tard Georges Déziré, qui se révélera n'avoir jamais rien eu à se reprocher.
Par la suite, les actions du groupe Valmy sont plus dirigées vers les occupants, et Cretagne participe à la plupart des principaux faits d'armes. Arrêté en octobre 1942, déporté au camp de Mauthausen en mars 1943, il parvient à rentrer en France en mai 1945, après une série d'aventures assez rocambolesques, et dans un état physique très dégradé.
Son activité dans la résistance lui vaudra la croix de guerre, celle du combattant volontaire de la résistance ainsi que la croix de chevalier de Légion d'honneur.
En 1947, cependant, il est exclu du PCF à la suite de l'enquête menée sur le « groupe Valmy », tout comme Bourbon, d'ailleurs.
Après guerre, sans doute du fait des mauvais traitements reçus en déportation, sa santé se dégrada progressivement. Il quitta l'industrie pour un emploi moins exigeant de chasseur(?) au théâtre de la Gaîté-lyrique, jusqu'à ce qu'il ne puisse plus exercer d'activité professionnelle.